# Геганес (комуна)
Комуна Геганес (швед. Höganäs kommun) — адміністративно-територіальна одиниця місцевого самоврядування, що розташована в лені Сконе у південній Швеції.
Геганес 265-а за величиною території комуна Швеції. Адміністративний центр комуни — місто Геганес.

## Населення
Населення становить 24 888 чоловік (станом на вересень 2012 року).
| Кількість населення комуни Геганес за 1970-2010 роки | Кількість населення комуни Геганес за 1970-2010 роки | Кількість населення комуни Геганес за 1970-2010 роки | Кількість населення комуни Геганес за 1970-2010 роки | Кількість населення комуни Геганес за 1970-2010 роки |
| ---------------------------------------------------- | ---------------------------------------------------- | ---------------------------------------------------- | ---------------------------------------------------- | ---------------------------------------------------- |
| Рік                                                  |                                                      |                                                      | Населення                                            |                                                      |
| 1970                                                 | 1970                                                 |                                                      | 19 014                                               | 19 014                                               |
| 1975                                                 | 1975                                                 |                                                      | 21 267                                               | 21 267                                               |
| 1980                                                 | 1980                                                 |                                                      | 22 111                                               | 22 111                                               |
| 1985                                                 | 1985                                                 |                                                      | 22 212                                               | 22 212                                               |
| 1990                                                 | 1990                                                 |                                                      | 22 654                                               | 22 654                                               |
| 1995                                                 | 1995                                                 |                                                      | 22 854                                               | 22 854                                               |
| 2000                                                 | 2000                                                 |                                                      | 22 639                                               | 22 639                                               |
| 2005                                                 | 2005                                                 |                                                      | 23 482                                               | 23 482                                               |
| 2010                                                 | 2010                                                 |                                                      | 24 637                                               | 24 637                                               |
| Джерело: SCB                                         |                                                      |                                                      |                                                      |                                                      |

## Населені пункти
Комуні підпорядковано 7 міських поселень (tätort) та низка сільських, більші з яких:
- Геганес (Höganäs)
- Вікен (Viken)
- Юнсторп (Jonstorp)
- Мелле (Mölle)
- Арільд (Arild)
- М'єгульт (Mjöhult)
- Інґельстреде (Ingelsträde)

## Міста побратими
Комуна підтримує побратимські контакти з такими муніципалітетами:
- Комуна Несодден, Норвегія
- Ліето, Фінляндія
- Герлев, Данія
- Селтьярнарнес, Ісландія
- Віттшток, Німеччина
- Домбовар, Угорщина

## Галерея

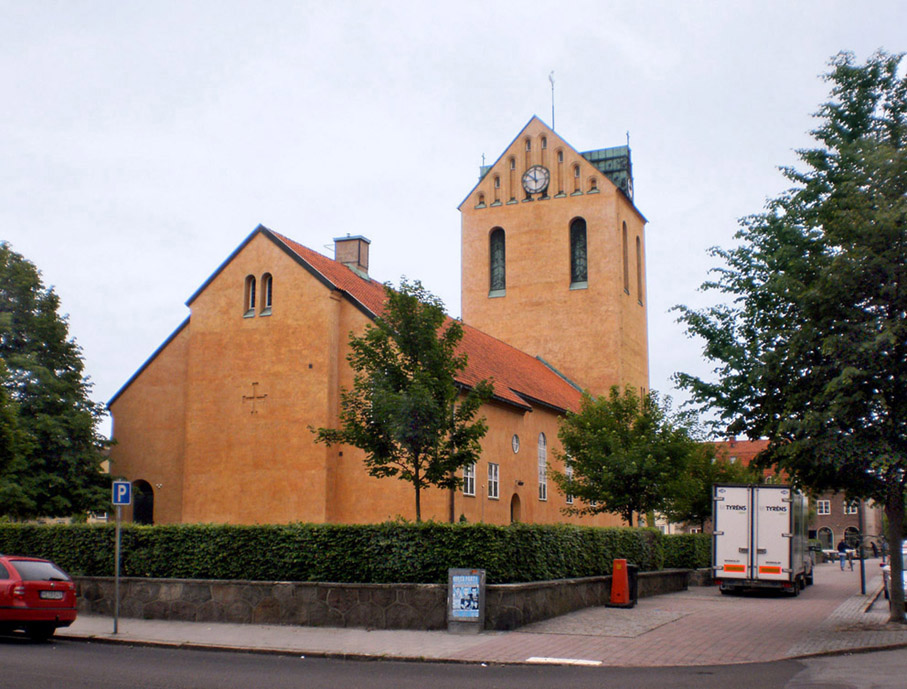
Геганес
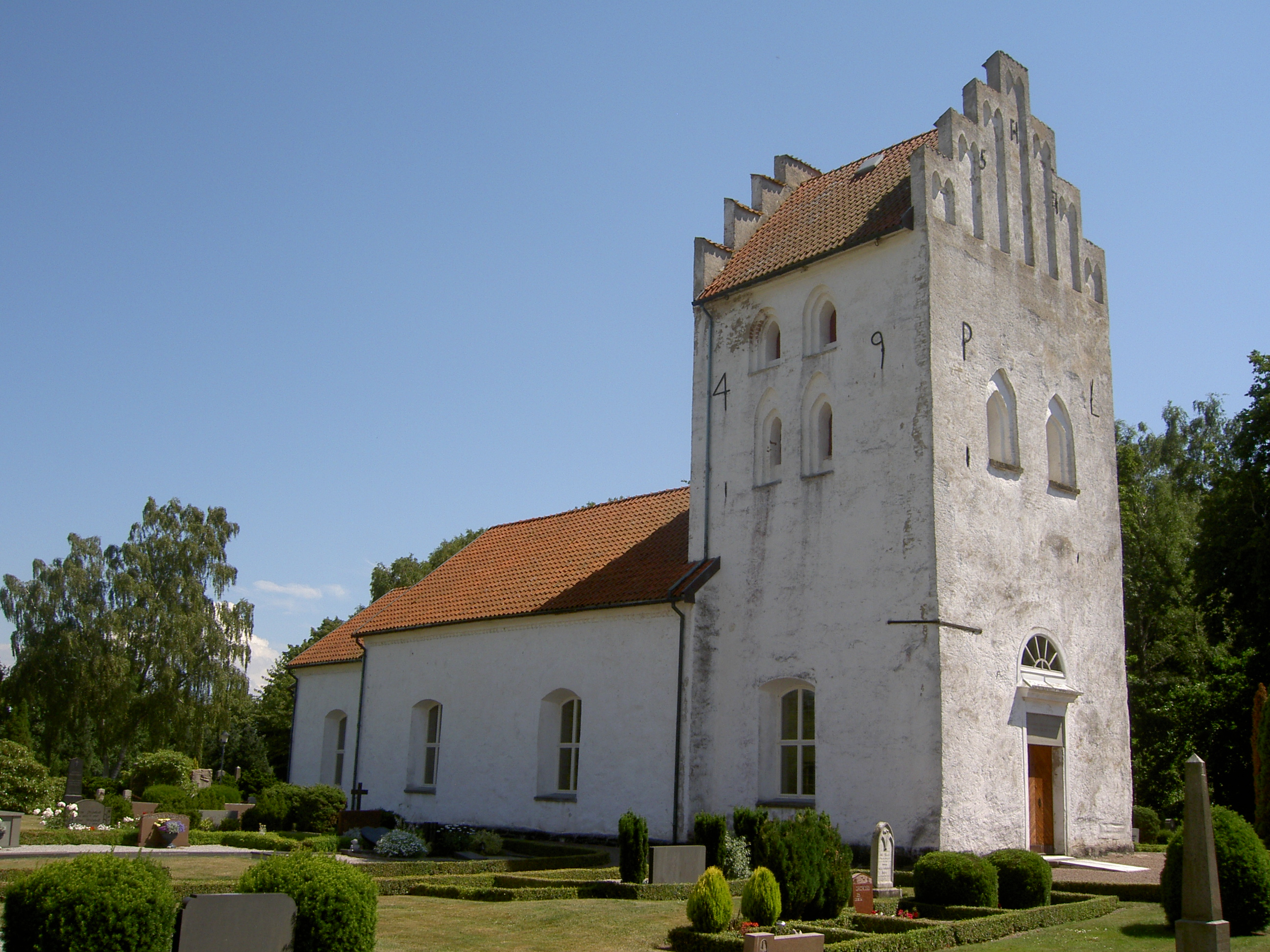
Церква (Фаргульт)
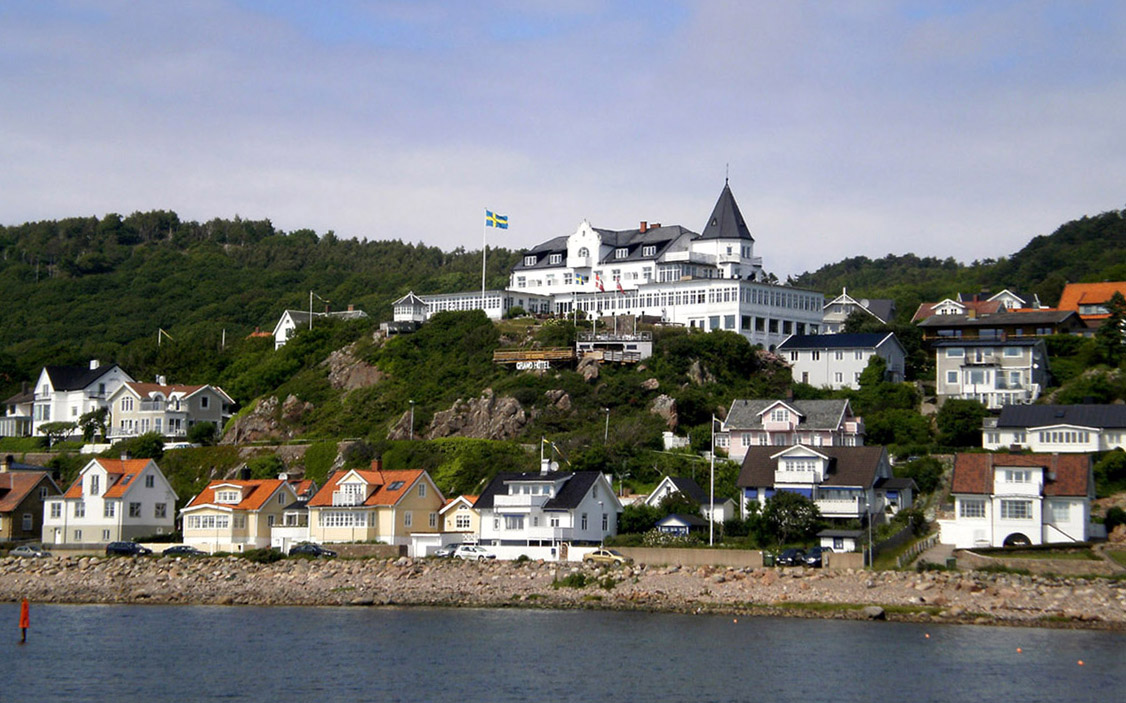
Містечко Мелле
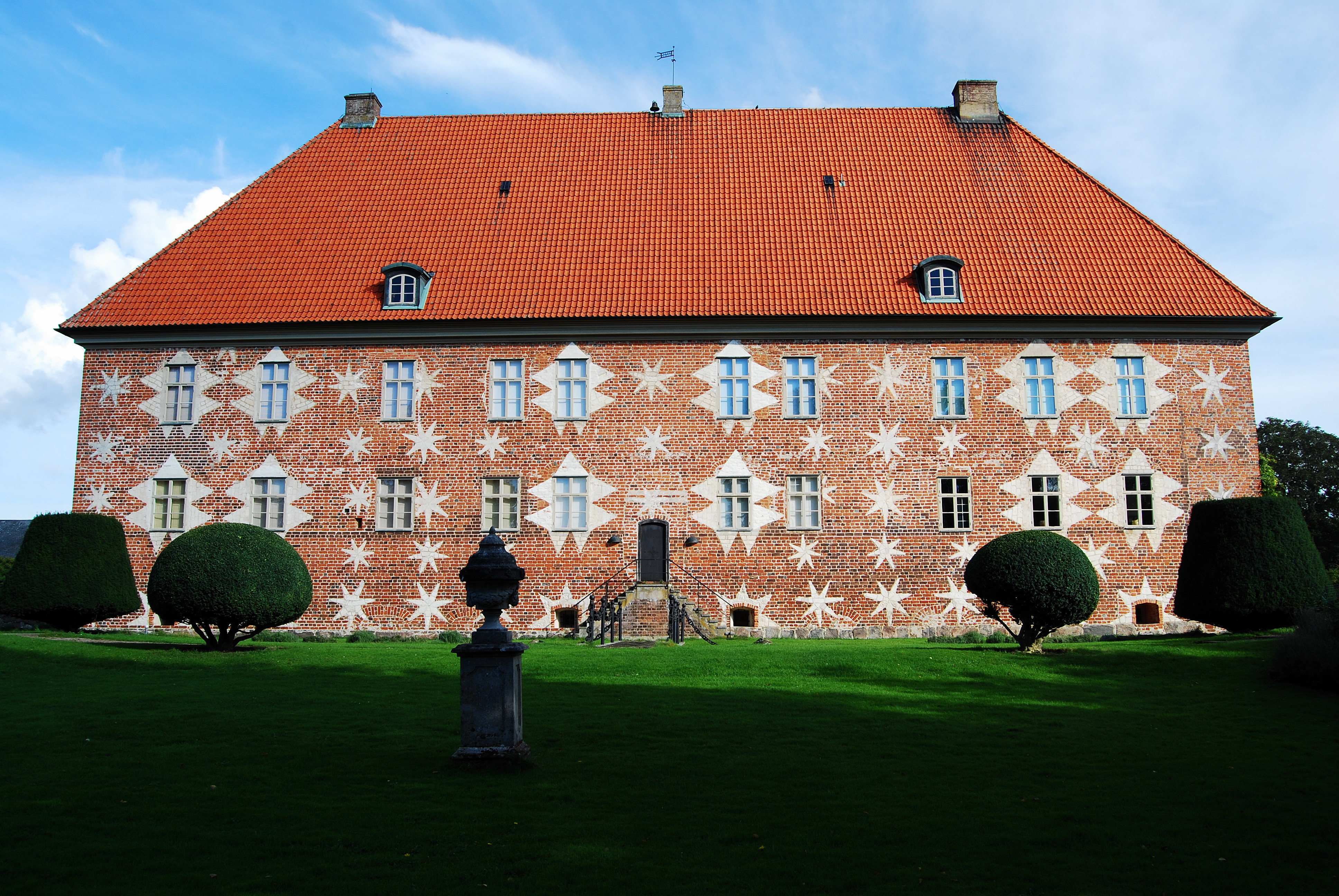
Замок Крапперуп

## Виноски
1. ↑  Folkmangd i riket, lan och kommuner (шв.) . Центральне бюро статистики Швеції. Архів оригіналу за 20 серпня 2013. Процитовано 20 лютого 2013.